# Shire Hall (Monmouth)
Die Shire Hall im Stadtzentrum von Monmouth, Wales, ist ein von der britischen Denkmalbehörde als Grade-I-Bauwerk eingeordnetes städtebaulich markantes Gebäude im Stil des Barock. Es wurde im Jahr 1724 erbaut und diente als Versammlungsort, an dem Schwurgerichte und Quarter Sessions (vierteljährliche Gerichtssitzungen) des historischen Gebiets von Monmouthshire abgehalten wurden. 1839/40 fand hier der Prozess um den Chartisten-Führer John Frost und andere statt, die wegen ihrer Teilnahme am Newport Rising, einer bewaffneten Arbeiterrebellion, des Hochverrats angeklagt worden waren. Das offene Erdgeschoss des Gerichtsgebäudes wurde als Marktplatz verwendet. Die Shire Hall befindet sich im Besitz des Monmouthshire County Council und bietet Besuchern audiovisuelle Führungen zum Gerichtssaal 1. Heute wird das Gebäude als Touristenzentrum und Bürogebäude des Monmouth Town Council genutzt und ist teilweise für die Allgemeinheit zugänglich.

## Geschichte

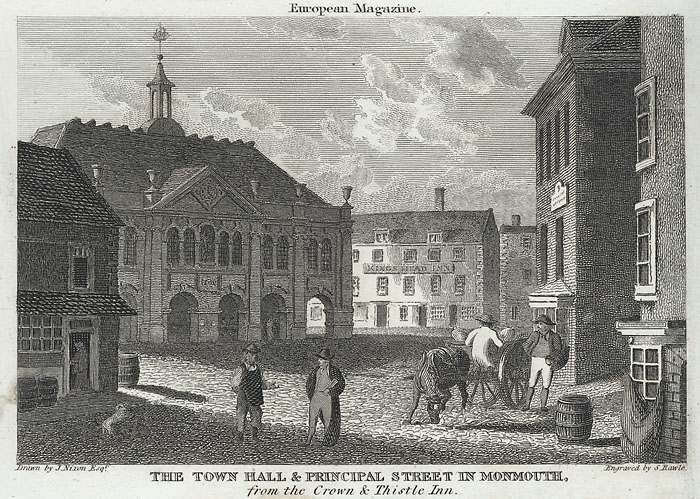
"The Town Hall and Principal Street in Monmouth, from the Crown and Thistle Inn"

Das heutige Gebäude wurde 1724 erbaut und ist das mindestens vierte Gebäude an dieser Stelle. An gleicher Stelle stand zuvor ein 1536 errichtetes elisabethanisches Gerichtsgebäude, das 1571 teilweise durch einen Fachwerkbau ersetzt worden war. Balken des ursprünglichen Gebäudes wurden beim Bau der Shire Hall genutzt. Über dem Erdgeschoss mit steinernen Arkaden und einer offenen Handelsfläche befinden sich Räume. Das Gebäude, im Werk Buildings of Wales der Reihe Pevsner Architectural Guides als „a mighty affair“ (etwa „eine große Angelegenheit“) bezeichnet, ist aus dem südenglischen Werkstein Bath Stone errichtet, wurde von dem wenig bekannten Architekten Philip Fisher († 1776) aus Bristol entworfen und kostete £1700. 1725 wurden die Schwurgerichte in das Gebäude verlegt. Der Gerichtssaal selbst befand sich im ersten Stock über den offenen Bögen mit dem Marktbereich. Die Uhr im Giebel wurde 1765 von Richard Watkins 1765 gefertigt.
Das Innere des Gebäudes wurde 1828 neu gestaltet und das Äußere um einen Treppenturm mit verglaster Dachlaterne und einem eindrucksvollen Treppenaufgang erweitert. Der Architekt Thomas Hopper war mit königlicher Zustimmung (Royal Assent) an den Verbesserungen an der Shire Hall beteiligt. Er wirkte auch lange Jahre am Ausbau von Penrhyn Castle bei Bangor mit. Er und Edward Haydock erweiterten die Shire Hall in Richtung Agincourt Street und schufen so den Raum für den neuen Treppenaufgang und größere Gerichtssäle. Hopper wohnte während dieser Zeit in der Monnoe Street in Monmouth.

### Standbild von König Heinrich V.

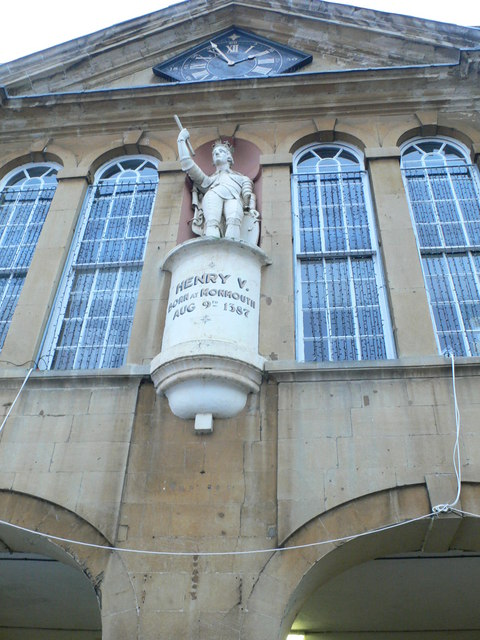
Das Standbild Heinrichs V. an der Shire Hall

Das Standbild Heinrichs V. von England (* 1387 in Monmouth), in einer Nische über dem Haupteingang und unter der Uhr, wird allgemein als von niedriger Qualität angesehen. Es wurde als „incongruous“ (nicht zum Stil der Umgebung passend), „rather deplorable“, (eher kläglich) und „pathetic..like a hypochondriac inspecting his thermometer“. (pathetisch..wie ein Hypochonder, der sein Thermometer prüft) bezeichnet. Die Skulptur wurde 1792 von Charles Peart hinzugefügt, einem Bildhauer, der in nahegelegenen englischen Newton geboren wurde. Die Inschrift lautet HENRY V, BORN AT MONMOUTH, AUG 9TH 1387. (Henry V, geboren in Monmouth, 9. Aug 1387). Das in Stein gehauene Geburtsdatum wird heute als falsch angesehen.

### Prozess der Chartisten

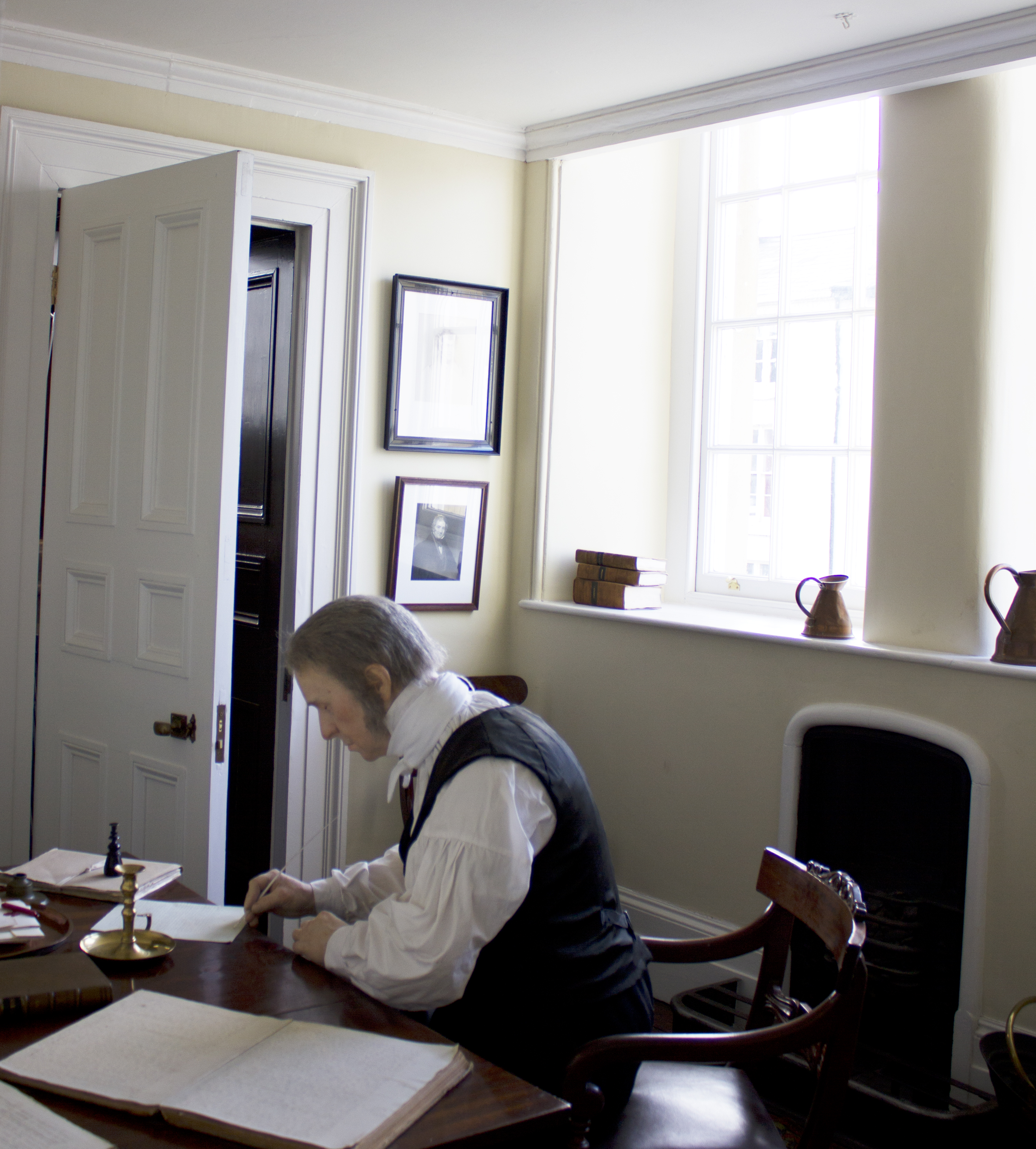
Ausstellungspuppe von Nicholas Conyngham Tindal (Judge Tindal) in seinem Büro.

Das Gefängnis von Monmouth lag nicht weit entfernt von den Gerichtssälen. Der Chartistenführer Henry Vincent, der für das Recht aller Männer gekämpft hatte bei parlamentarischen Wahlen abstimmen zu können, wurde hier gefangen gehalten, bevor er vor das Schwurgericht gestellt wurde. Vincent wurde zwar schuldig gesprochen, die wenig populäre Verurteilung führte jedoch zu Protesten, bei denen Bergarbeiter bei einem Zusammentreffen mit dem Militär am 4. November 1839 in Newport, später als Newport Rising bekannt, getötet wurden.
John Frost wurde kurz nach dem Aufstand verhaftet, anschließend auch weitere Anführer der Gruppe. Am 10. Dezember 1839 eröffnete ein Sondergericht in der Shire Hall den Fall und eine berufene Grand Jury (großes Geschworenengericht) beriet, welche Anklagepunkte man vorbringen könne. Zur Grand Jury gehörten Lord Granville Somerset, Bruder des Duke of Beaufort, John Etherington Welch Rolls, Octavius Morgan und vier Parlamentsabgeordnete, Joseph Bailey, William Addams Williams, Reginald James Blewitt und Benjamin Hall. Frost, William Jones, Zephaniah Williams und fünf weitere Personen wurden ordnungsgemäß des Hochverrats angeklagt, sodass ihr Verfahren am 31. Dezember begann. Dieses Verfahren wurde als „one of the most important treason trials in the annals of British law“ (einer der wichtigsten Verrats-Prozesse in der Geschichte des britischen Rechts) bezeichnet. Die Richter waren der Lord Chief Justice Nicholas Conyngham Tindal, James Parke und John Williams, der dafür bekannt war, dass er 1834 die Tolpuddle Martyrs, eine Gruppe organisierter Landarbeiter, in die Strafkolonie nach Australien verbannt („transportation“) hatte. Vertreter der britischen Krone war der Attorney General John Campbell, Frosts Anwalt war Frederick Pollock.
Während des Prozesses wurden Vorkehrungen getroffen um Monmouth gegen rebellische Chartisten zu schützen. Im Gasthaus White Swan wurden Truppen einquartiert, weitere wurden am Torhaus der Monnow Bridge stationiert. Granville Somerset und Benjamin Hall setzten sich für Frosts Verteidigung ein. Lord Chief Justice Tindal gab zu bedenken, dass es für einen Schuldspruch sicherer Beweise bedarf, und sprach sich für einen Freispruch aus. Alle acht Männer wurden zwar schuldig gesprochen, die Jury ergänzte das Urteil jedoch um ein Gnadengesuch. Am 16. Januar 1840 verurteilte der Richter Frost, Jones und Williams zu der für Hochverrat üblichen Strafe „erhängt, ausgeweidet und gevierteilt“ zu werden. Sie waren die letzten Personen in England, die zu dieser Strafe verurteilt wurden. Die anderen fünf Männer wurden mit Verbannung in eine Strafkolonie bestraft. Am 29. Januar, einen Tag vor der geplanten Hinrichtung, folgte das britische Kabinett unter Lord Melbourne dem Rat von Lord Chief Justice Tindal, und bat Queen Victoria alle Urteile in Verbannung zu mildern. Am 2. Februar 1840 wurden die Gefangenen nach Chepstow gebracht, von dort mit dem Dampfer Usk nach Portsmouth, wo sie auf das Schiff Spithead kamen und mit über 200 anderen Strafgefangenen nach Van Diemen's Land (heute Tasmanien) deportiert wurden.

## Heutige Nutzung
Der ehemals in der Shire Hall ansässige Magistrates Court, das rangniederste Gericht in der Gerichtsorganisation in England und Wales, schloss 1997, das County Court 2002. Die Verwaltung Monmouthshire County Council beantragte beim Heritage Lottery Fund Geldmittel und erhielt eine Beihilfe von £3,1 Millionen zur kompletten Sanierung des Gebäudes, sowie weitere Zuschüsse von knapp £1,4 Millionen über Spenden. Die Renovierung begann Ende 2008, und das erneuerte Gebäude öffnete wieder im September 2010. Zu den für Besucher freigegebenen Bereichen gehört der Gerichtssaal, in dem 1840 der Prozess um Frost und Andere geführt wurde. Eine der wichtigsten baulichen Maßnahmen war der Einbau eines Aufzugs, der das gesamte Gebäude für jedermann zugänglich macht. Im Gebäude befinden sich heute ein Touristenzentrum und Büros. Das Gebäude ist von April bis September sieben Tage die Woche von 10.00 – 16.00 Uhr für die Allgemeinheit geöffnet, an Wintersonntagen jedoch geschlossen.

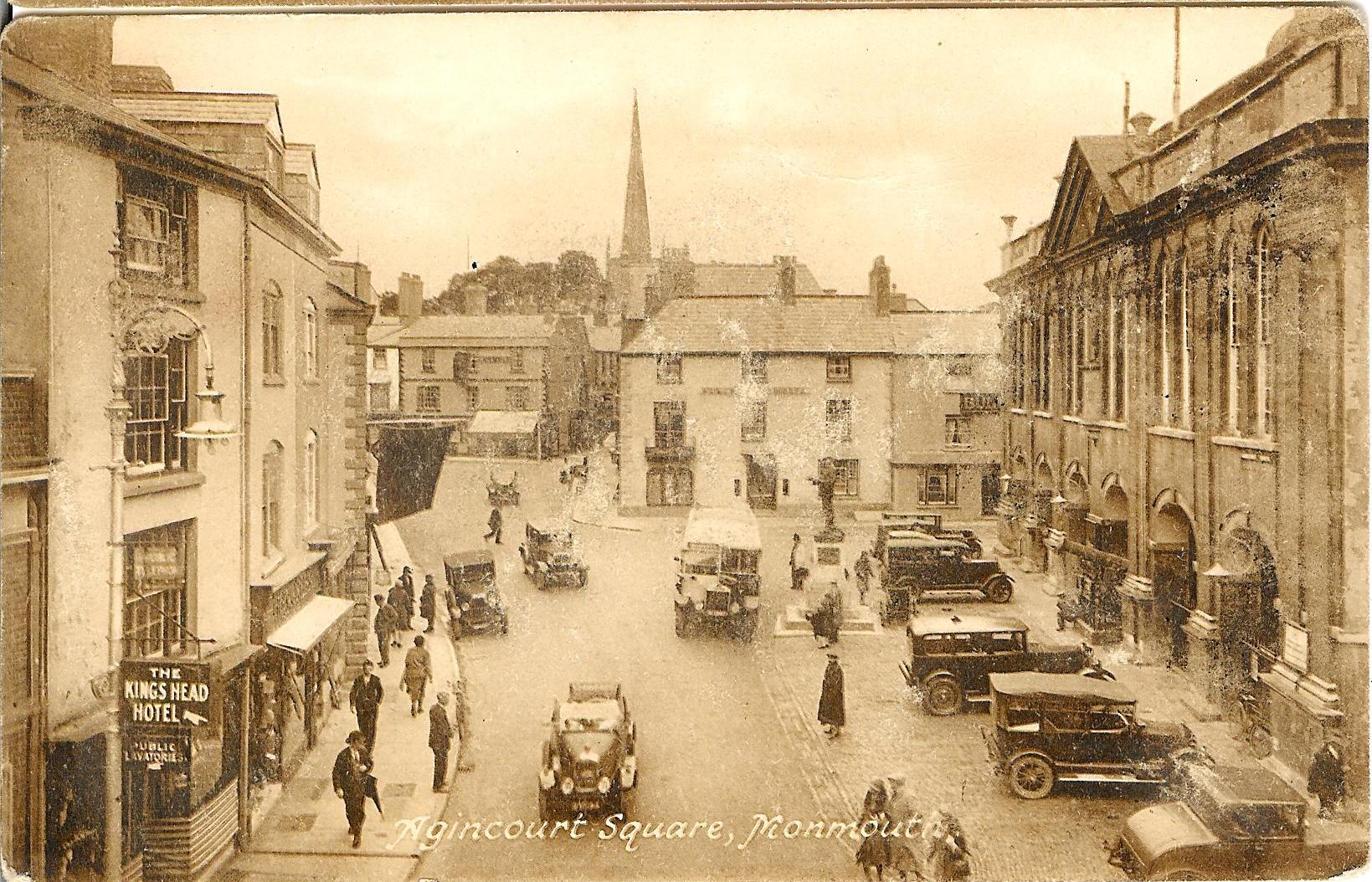
Agincourt Square in den 1930ern

## Umgebung
Die Shire Hall gehört wie 24 weitere Sehenswürdigkeiten in der Stadt zum örtlichen Tourismuspfad Monmouth Heritage Trail. Auf dem Agincourt Square, dem Platz unmittelbar vor der Shire Hall, steht ein 1911 aufgestelltes Standbild zu Ehren von Charles Rolls, dem Luftfahrt- und Automobilpionier und Mitbegründer von Rolls-Royce, dessen Familie aus der Gegend stammte. Das Kings Head Hotel, auf der gegenüberliegenden Seite des Platzes, stammt aus der Mitte des 17. Jahrhunderts und soll 1645 von König Karl I. besucht worden sein. Weitere erwähnenswerte Gebäude am Platz sind das Hotel Beaufort Arms, eine frühere Herberge einer Poststation aus dem frühen 18. Jahrhundert, das Punch House, ebenfalls eine frühere Herberge, und das Agincourt House, ein bemerkenswertes Gebäude mit Teilfachwerk aus dem frühen 17. Jahrhundert. Die Shire Hall und der umliegende Bereich wurden 2008 für ein Christmas-Special der britischen Science-Fiction-Fernsehserie Doctor Who genutzt. Dieser Bereich ist auch im Comicroman The Interactives zu sehen.

## Bilder

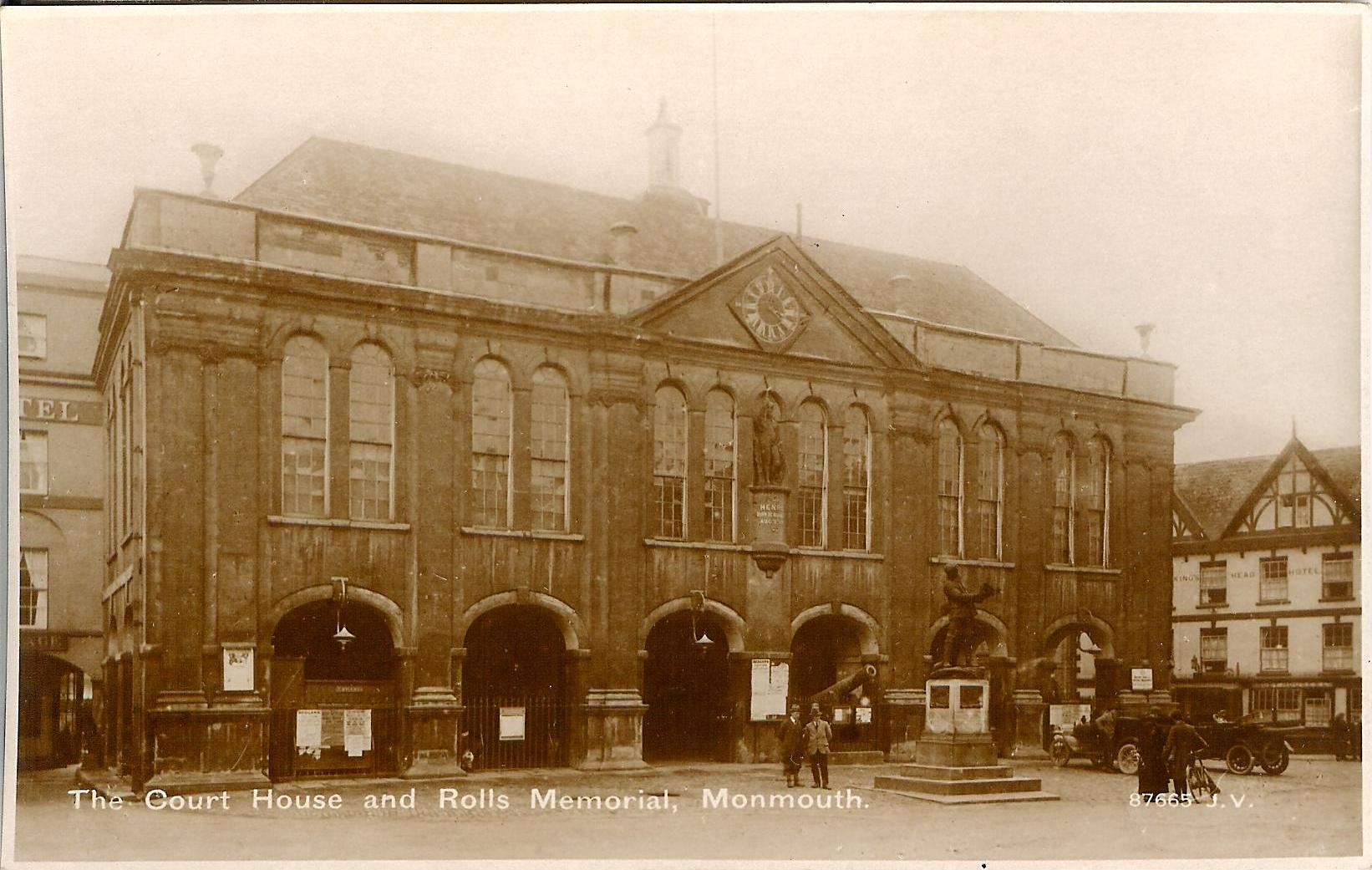
Shire Hall, 1920er
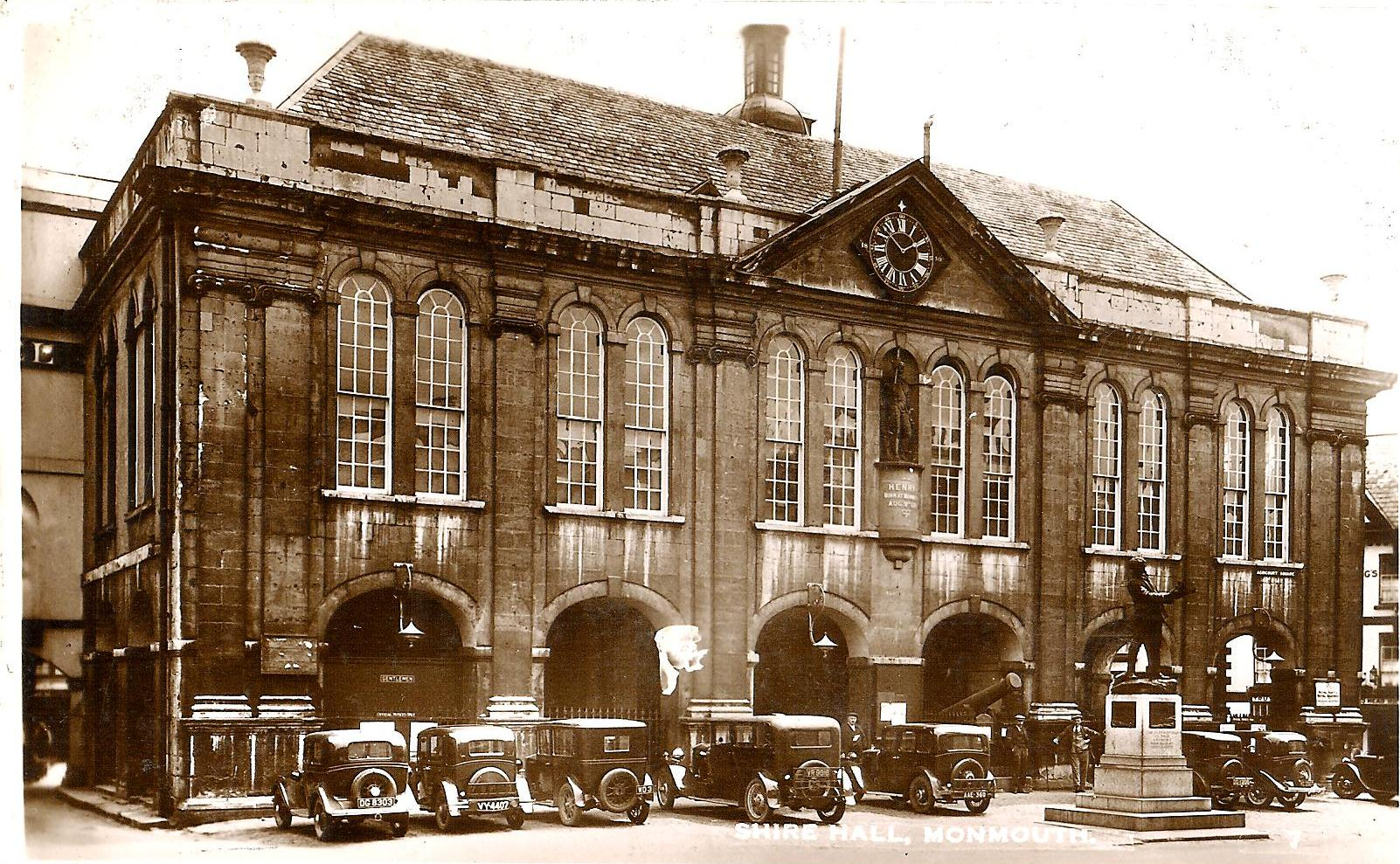
Shire Hall, 1939
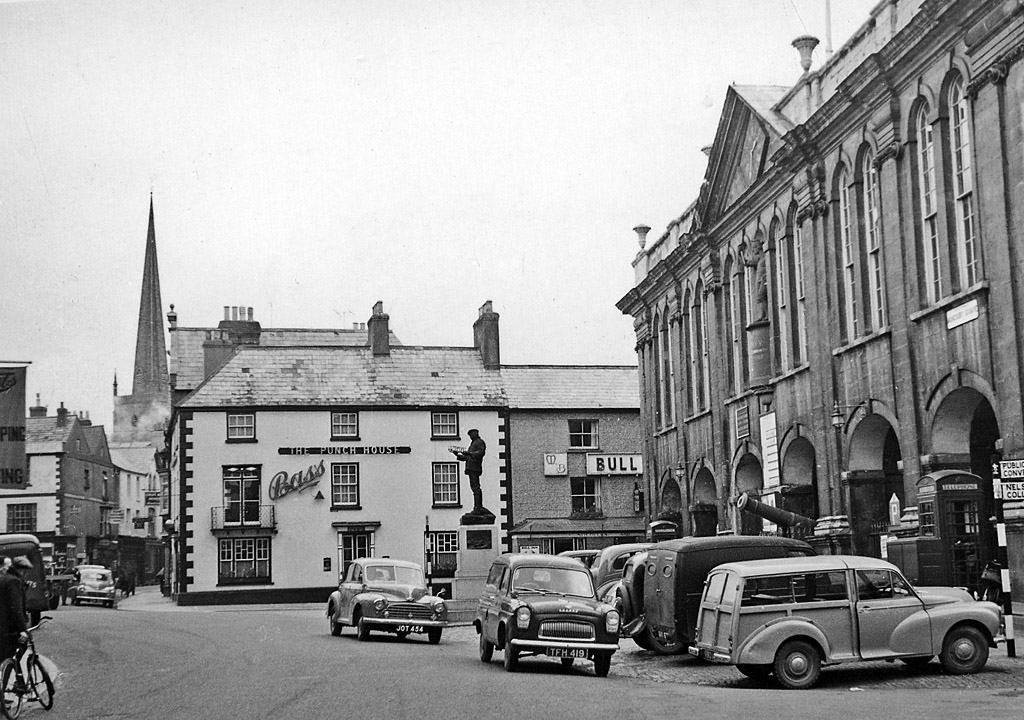
Shire Hall und Agincourt Square, 1958
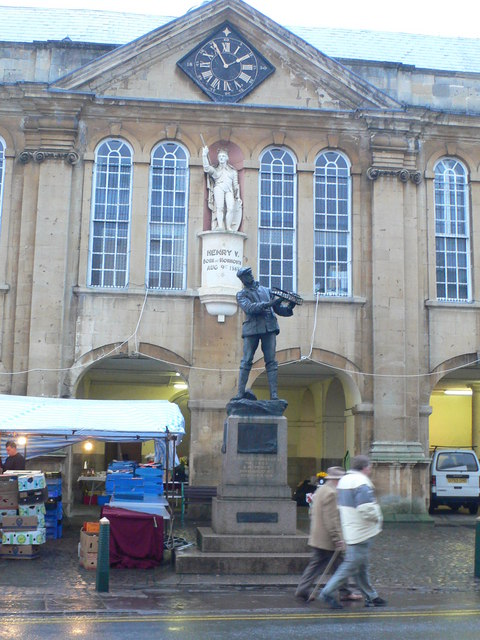
Shire Hall, 2008, Stirnseite Mittelteil, mit den beiden Statuen und einem Marktstand
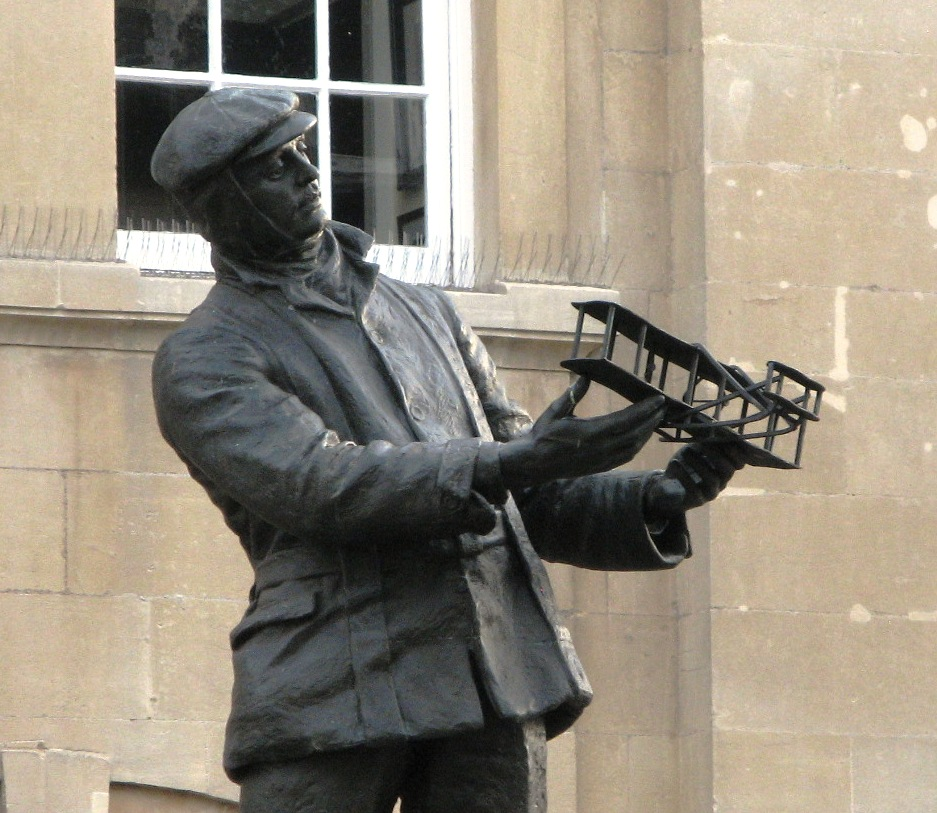
Detail der Charles Rolls Statue
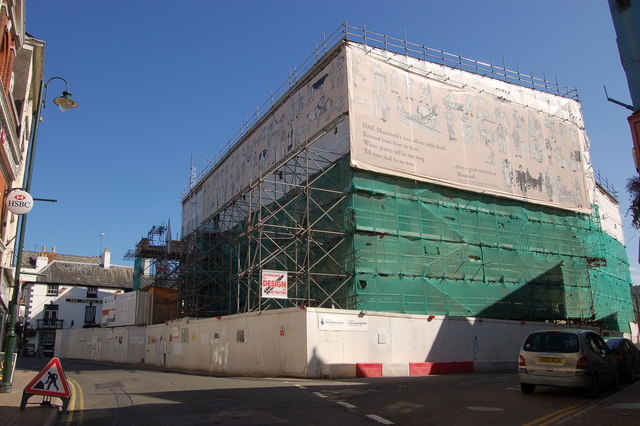
Die Shire Hall Während der Renovierung 2009
Shire Hall und Agincourt Square dargestellt im Comicroman The Interactives